# I Corpo Panzer SS
O I Corpo Panzer SS (em alemão:  I. SS Panzerkorps Leibstandarte) foi formado no verão de 1943 e lutou no Setor Sul da Frente Oriental sendo transferido após para a Bélgica no ano de 1944. Após lutou na Normandia, Ardennes e Hungria tendo encerrado a participação na Segunda Guerra Mundial próximo de Viena, Áustria.

## Comandantes
| Comandante                            | Data                                         |
| ------------------------------------- | -------------------------------------------- |
| SS-Oberstgruppenführer Josef Dietrich | 4 de Julho de 1943 - 9 de Agosto de 1944     |
| SS-Brigadeführer Fritz Krämer         | 9 de Agosto de 1944 - 16 de Agosto de 1944   |
| SS-Obergruppenführer Georg Keppler    | 16 de Agosto de 1944 - 30 de Outubro de 1944 |
| SS-Obergruppenführer Hermann Priess   | 30 de Outubro de 1944 - 8 de Maio de 1945    |

## Chef des Stabes
| SS-Brigadeführer Fritz Krämer      | 27 de Julho de 1943 - 1 de Outubro de 1944 |
| SS-Obersturmführer Robert Lehmann  | 1 de Outubro de 1944 - 10 de Março de 1945 |
| SS-Obersturmführer Albert Stückler | 10 de Março de 1945 - 8 de Maio de 1945    |

## Área de Operações
| Alemanha          | Junho de 1943 - Agosto de 1943      |
| França & Bélgica  | Agosto de 1943 - Setembro de 1943   |
| Itália            | Setembro de 1943 - Dezembro de 1943 |
| Bélgica & França  | Dezembro de 1943 - Dezembro de 1944 |
| Ardennes          | Dezembro de 1944 - Janeiro de 1945  |
| Oeste da Alemanha | Janeiro de 1945 - Março de 1945     |
| Hungria & Áustria | Março de 1945 - Maio de 1945        |

## Segunda Guerra Mundial
O I Corpo Panzer SS foi criado no dia 26 de Julho de 1943 em Berlim-Lichterfeld. Com a criação desde Corpo, o Corpo Panzer SS do SS-Obergruppenführer Paul Hausser, que até o momento não era numerado, se tornou II Corpo Panzer SS. O SS-Obergruppenfüher Josef "Sepp" Dietrich, acabou se tornando o primeiro comandante do Corpo.
No mês de Agosto de 1943, o Corpo doi transferido para Merano, na Itália, onde participou de operações para desarmar as tropas italianas. Após completar isto, o Corpo continuou com o seu treinamento, participando de operações antipartisan ao Norte da Itália. No mês de Dezembro de 1943, o Corpo foi formado por completo e enviado para entrar em ação, sendo estabelecido o seu QG em Bruxelas.
No mês de Abril de 1944, o Corpo foi enviado para Septeuil, a oeste de Paris, onde foram adicionados a ele o LSSAH, 12ª SS Panzer Hitlerjugend, Panzer Lehr e 17th SS Panzergrenadier Götz von Berlichingen divisions. O corpo fez parte do Panzergruppe West do General Leo Geyr von Schweppenburg. Durante este período o Corpo recebeu o título de Leibstandarte SS Adolf Hitler.
Com o início da Operação Overlord no dia 6 de Junho de 1944, o Corpo foi enviado para Falaise. A Hitlerjugend enrentou as tropas britânicas e Canadenses ao Norte de Caen no dia 8 de Junho. O Corpo se fixou próximo de Caen e enfrentou pesados combates na vilas de Authie, Buron e no aeroporto de Carpiquet. Os blindados Tigers do Corpo pertencentes ao' 101ª Batalhão Panzer Pesado se destacaram durante os combates, tendo o seu comandante, SS-Untersturmführer Michael Wittman, ter conseguido manter as suas linhas e expilsado os britânicos das proximidades de da vila de Villers-Bocage.
Foi lançada a Operação Cobra pelso Norte-Americanos que acabou por dizimar o Panzer Lehr Division, tendo após o Corpo sido ordenado para se deslocar para auziliar na Operação Lüttich, uma contra-ofensiva em Avranches. As tropas restantes do Corpo foram cercadas no Bolsão de Falaise, onde entraram em pesados combates para tentar abrir uma brecha para tentar sair juntamente com as tropas alemãs encurraladas, perdendo quase todos os seus veículos blindados e boa parte do material bélico para consegui-lo. Após sair do Bolsão de Falaise e o fronte ter entrado em colapso, o Corpo participou das lutas para atrasar a chegada das tropas Aliadas na Fronteira Franco-Germanica.

## Batalha de Bulge
No início de Outubro de 1944, o Corpo foi retirado do fronte para descansar e se reestruturar na Westfalen, estando completo no início do mês de Dezembro, sendo ordenado após este período para retornar para a região de Ardennes para voltar ao seu antigo comando, o 6º Exército Panzer, comandado por Sepp Dietrich, se preparando para a última grande ofensiva alemã na Frente Ocidental, Operação esta de Codinome Wacht Am Rhein, mas mundialmente conhecida como Batalha de Bulge.
O corpo iniciou os combates com grandes avanços, principalmente com o Kampfgruppe Peiper da Leibstandarte que formava a ponta-de-lança de seu avanço. Mas após semanas de pesados combates e com o suprimento de combustíveis já bastante reduzido, o corpo viu o seu avanço ser paralisado. A ofensiva foi cancelada e o Corpo juntamente com o 6º Exército Panzer foram enviados para a Hungria.

## Hungria
As forças alemãs iniciaram a Operação Frühlingserwachen no dia 6 de Março de 1945. O I Corpo Panzer SS formou o flanco esquerdo do assalto realizado por Dietrich, embora tenham conseguido bons resultados de início, a ofensiva foi paralisada devido a grande superioridade numérica dos Soviéticos, impedindo com que os combates pudessem prosseguir. O Corpo foi recuado para auxiliar o IV Corpo Panzer SS, que estava a sua esquerda enfrentando fortes combates em Stuhlweissenberg. No dia 15 de Março, os soviéticos lançaram uma rande ofensiva em direção de Viena, que cortou o 6º Exército Panzer e os forçou a recuar por esta cidade. O Corpo permaneceu lutando e ofereceu ainda assim uma forte resistência, recuou após pela Hungria e Áustria, se rendendo para as tropas Norte-americanas no dia 8 de Maio de 1945.

## Ordem de Batalha
Korpstruppen
- SS-Korps-Nachrichten-Abteilung 101
- Schwere SS Panzer Abteilung 501 / 101
- SS-Werfer-Abteilung 101
- Korps-Nachrichten Truppen
- SS-Sanitäts-Abteilung 101
- Schwere SS-Artillerie-Abteilung 501 / 101
- SS-z.b.V.-Einheit 101
- Instandsetzungs-Abteilung
- Feldersatz Battailon 1.SS-Pz.Korps
- SS-Korps-Nachschub-Truppen 101
- SS-Feldpostamt 101

12 de Junho de 1944
- 716ª Divisão de Infantaria
- Panzer-Lehr-Division
- 12. SS-Panzer-Division
- 21ª Divisão Panzer

16 de Setembro de 1944
- 1. SS-Panzerdivision
- 12. SS-Panzer-Division
- 2. SS-Panzer-Division
- 2ª Divisão Panzer
- Division Nr. 172

24 de Dezembro 1944
- 12. SS-Panzer-Division
- 1. SS-Panzerdivision
- 277. Volks-Grenadier-Division
- 12. Volks-Grenadier-Division
- 3. Fallschirmjäger-Division

5 de Março de 1945
- 1. SS-Panzerdivision
- 12. SS-Panzer-Division
- Parte da 25. ungarische Infanterie-Division

## Serviço de Guerra
| Data   | Exército           | Grupo de Exércitos | Lugar            |
| ------ | ------------------ | ------------------ | ---------------- |
| Nov 43 |                    | B                  | Oberitalien      |
| Dez 43 | 14º Exército       | C                  | Oberitalien      |
| Jan 44 | z. Vfg.            | D                  | França           |
| Jun 44 | 7º Exército        | B                  | Normandia        |
| Jul 44 | Panzergruppe West  | B                  | Normandia        |
| Ago 44 | 5º Exército Panzer | B                  | Normandia        |
| Set 44 | 7º Exército        | B                  | Eifel            |
| Nov 44 | Auffrischung       |                    | Westfalen        |
| Dez 44 | z. Vfg.            | OB West            | Ardennen         |
| Jan 45 | 5º Exército Panzer | B                  | Ardennen         |
| Fev 45 | Auffrischung       |                    | Alemanha         |
| Abr 45 | 6º Exército Panzer | Süd                | Ungarn           |
| Mai 45 | 6º Exército Panzer | Ostmark            | Niederösterreich |

## Condecorações
| Nome                                                                           | Data                       | Patente                                                | Unidade                                |
| ------------------------------------------------------------------------------ | -------------------------- | ------------------------------------------------------ | -------------------------------------- |
| Cruz de Cavaleiro da Cruz de Ferro com Folhas de Carvalho, Espadas e Diamantes |                            |                                                        |                                        |
| Dietrich, Josef ("Sepp")                                                       | 06.08.1944 [16. Diamantes] | SS-Oberstgruppenführer und Generaloberst der Waffen-SS | Comandante I. SS-Pz.Korps „LSSAH"      |
| Cruz Germânica em Prata                                                        |                            |                                                        |                                        |
| Besuden, Dr. Hermann                                                           | 10.01.1945                 | SS-Standartenführer                                    | Korpsarzt I. SS-Pz.Korps “LSSAH”       |
| Ewert, Walter                                                                  | 09.11.1943                 | SS-Obersturmbannführer                                 | Qu I. SS-Pz.Korps “LSSAH”              |
| Gross, Helmut                                                                  | 09.09.1944                 | SS-Obersturmbannführer                                 | Korps-Ingenieur I. SS-Pz.Korps “LSSAH” |

## Membros notáveis
Josef "Sepp" Dietrich (Membro do Reichstag, Recebedor da Cruz de Cavaleiro da Cruz de Ferro com Folhas de Carvalho, Espadas e Diamantes)